# Aikhylu Chasma
Aikhylu Chasma es un valle tectónico ubicado en el planeta Venus y es la zona del lugar de aterrizaje del módulo de aterrizaje Venera 9. Se encuentra en la región de Beta Regio.